# 黄履暹
黄履暹，字仲升，号星宇，清代著名盐商，徽州歙县潭渡村人，兄弟四人寓居扬州，经营盐业，累资数万，俗称“四元宝”。黄履暹排行第二。
乾隆曾四次来园观赏。乾隆二十二年（1757年），乾隆第二次南巡，游览過後赐名“趣园”。乾隆二十七年（1762年）3月9日，乾隆大规模奖赏踊跃接待的两淮盐商，其中黄履暹已加奉宸苑卿衔，再加一级。